# Viala Charon
Viala Charon (Parijs, 29 juli 1794 - aldaar, 26 november 1880) was een Frans militair en politicus.
Keizer Napoleon III benoemde Charon op 31 december 1852 als senator in de Senaat. Hij zou er blijven zetelen tot de val van het Tweede Franse Keizerrijk en de afkondiging van de Derde Franse Republiek. Voordien diende hij als gouverneur van Frans-Algerije.
Hij werd onderscheiden met het grootkruis in het Legioen van Eer op 31 december 1857. Op 3 februari 1864 benoemde keizer Napoleon III hem vervolgens tot baron.